# Protichneumon
Protichneumon är ett släkte av steklar som beskrevs av Thomson 1893. Protichneumon ingår i familjen brokparasitsteklar.
Kladogram enligt Catalogue of Life och Dyntaxa:
| Protichneumon | \| \| Protichneumon binghami \| \| \| \| \| \| Protichneumon charlottae \| \| \| \| \| \| Protichneumon chinensis \| \| \| \| \| \| Protichneumon effigies \| \| \| \| \| \| Protichneumon flavitrochanterus \| \| \| \| \| \| Protichneumon flavoornatus \| \| \| \| \| \| Protichneumon fusorius \| \| \| \| \| \| Protichneumon glabricoxalis \| \| \| \| \| \| Protichneumon grandis \| \| \| \| \| \| Protichneumon jesperi \| \| \| \| \| \| Protichneumon karenkoensis \| \| \| \| \| \| Protichneumon moiwanus \| \| \| \| \| \| Protichneumon nakanensis \| \| \| \| \| \| Protichneumon pieli \| \| \| \| \| \| Protichneumon pisorius \| \| \| \| \| \| Protichneumon platycerus \| \| \| \| \| \| Protichneumon polytropus \| \| \| \| \| \| Protichneumon radtkeorum \| \| \| \| \| \| Protichneumon rufocinctus \| \| \| \| \| \| Protichneumon similatorius \| \| \| \| \| \| Protichneumon superomediae \| \| \| \| \| \| Protichneumon tibialis \| \| \| \| \| \| Protichneumon watanabei \| \| \| \| |
|               | \| \| Protichneumon binghami \| \| \| \| \| \| Protichneumon charlottae \| \| \| \| \| \| Protichneumon chinensis \| \| \| \| \| \| Protichneumon effigies \| \| \| \| \| \| Protichneumon flavitrochanterus \| \| \| \| \| \| Protichneumon flavoornatus \| \| \| \| \| \| Protichneumon fusorius \| \| \| \| \| \| Protichneumon glabricoxalis \| \| \| \| \| \| Protichneumon grandis \| \| \| \| \| \| Protichneumon jesperi \| \| \| \| \| \| Protichneumon karenkoensis \| \| \| \| \| \| Protichneumon moiwanus \| \| \| \| \| \| Protichneumon nakanensis \| \| \| \| \| \| Protichneumon pieli \| \| \| \| \| \| Protichneumon pisorius \| \| \| \| \| \| Protichneumon platycerus \| \| \| \| \| \| Protichneumon polytropus \| \| \| \| \| \| Protichneumon radtkeorum \| \| \| \| \| \| Protichneumon rufocinctus \| \| \| \| \| \| Protichneumon similatorius \| \| \| \| \| \| Protichneumon superomediae \| \| \| \| \| \| Protichneumon tibialis \| \| \| \| \| \| Protichneumon watanabei \| \| \| \| |
|               | Protichneumon binghami |
|               | |
|               | Protichneumon charlottae |
|               | |
|               | Protichneumon chinensis |
|               | |
|               | Protichneumon effigies |
|               | |
|               | Protichneumon flavitrochanterus |
|               | |
|               | Protichneumon flavoornatus |
|               | |
|               | Protichneumon fusorius |
|               | |
|               | Protichneumon glabricoxalis |
|               | |
|               | Protichneumon grandis |
|               | |
|               | Protichneumon jesperi |
|               | |
|               | Protichneumon karenkoensis |
|               | |
|               | Protichneumon moiwanus |
|               | |
|               | Protichneumon nakanensis |
|               | |
|               | Protichneumon pieli |
|               | |
|               | Protichneumon pisorius |
|               | |
|               | Protichneumon platycerus |
|               | |
|               | Protichneumon polytropus |
|               | |
|               | Protichneumon radtkeorum |
|               | |
|               | Protichneumon rufocinctus |
|               | |
|               | Protichneumon similatorius |
|               | |
|               | Protichneumon superomediae |
|               | |
|               | Protichneumon tibialis |
|               | |
|               | Protichneumon watanabei |
|               | |

## Bildgalleri

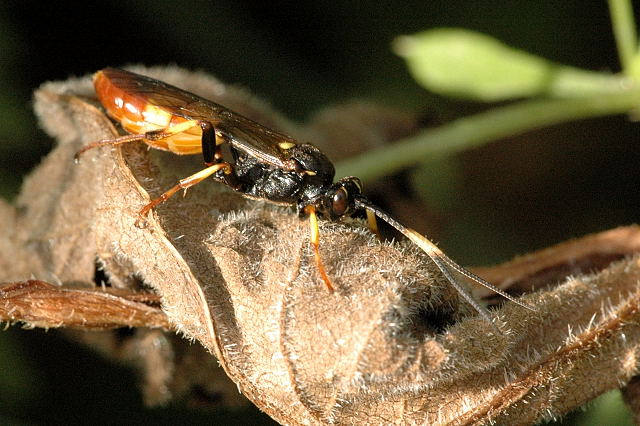
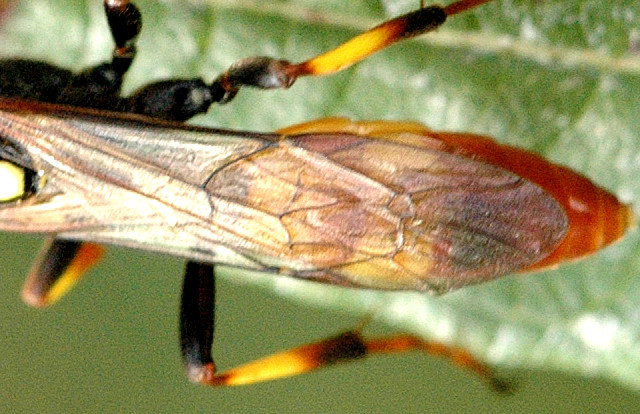